# Jan Santini Aichel
Jan Blažej Santini Aichel, češki arhitekt italijanskega rodu, * 3. februar 1677, † 7. december 1723.
Njegova glavna dela so narejena v enkratnem baročno-gotskem slogu, posebni kombinaciji baroka in gotike.

## Življenjepis
Rodil se je na dan svetega Blažeja kot najstarejši sin ugledne družine praških kamnosekov Santini Aichel (njegov ded Antonio Aichel se je preselil iz Italije v Prago leta 1630) in bil krščen v stolnici svetega Vida kot Jan Blažej Aichel. Rodil se je kot invalid, polovico telesa je imel paralizirano, zato ni mogel nadaljevati uspešne očetove kariere. Nekaj časa je bil vajenec (kot njegov brat František), a je tudi študiral slikarstvo pri cesarskem in kraljevem slikarju Kristianu Schröderju.
Okoli 1696 je začel potovati in pridobivati izkušnje. Na svoji poti skozi Avstrijo je prispel v Rim v Italiji, kjer se je srečal z delom radikalnega arhitekta Francesca Borrominija.  Borrominijev vpliv nanj je očiten pri zvezdastih oblikah in zapleteni simboliki. Veliko njegovih stavb je zračnih in elegantnih. Pri sodobnikih je veljal za genija odpadnika in je imel zelo malo vpliva na poznejše generacije čeških arhitektov. V Italiji je svojemu imenu dodal še ime očeta Santini.
Leta 1700 je Santini začel samostojno načrtovati in graditi ter si zagotovil dohodek. Postal je član obrtnega ceha in ustanovil lastno gradbeno podjetje.
Leta 1707 se je poročil s Schröderjevo hčerko (Veroniko Elizabeto). Imela sta štiri otroke, a so vsi trije sinovi umrli zaradi tuberkuloze že v zgodnji mladosti; edini otrok, ki je ostal, je bila Anna Veronika (* 1713). Santinijeva žena je umrla sedem let pozneje, on pa se je ponovno poročil z južnočeško plemkinjo Antonio Ignatio Chrepickovo iz Mohliškovic in postal plemič. V tem zakonu sta bila rojena hči Jana Ludmila in sin Jan Ignác Roch.
Santini je sprejel slog J. B. Matheya in po njegovi smrti končal tudi več njegovih del. Leta 1705 je za 3000 zlatnikov kupil hišo Valkounský (št. 211) v Nerudovi ulici in jo obnovil. Santini je postal znana oseba, a je na žalost umrl precej mlad, star je bil le 47 let. Nekaj njegovih del je zato ostalo nedokončanih.
Asteroid 37699 Santini-Aichel je imenovan v njegovo čast.

## Delo
- Samostanska cerkev Marijinega vnebovzetja in svetega Janeza Krstnika v kraju Sedlec v  Kutni hori (rekonstrukcija, 1703–1708, svetovna dediščina)
- kapela sv. Ane v kraju Panenské Brezany (1705–1707)
- romarska cerkev Marijinega oznanjenja in cistercijanska župnija v kraju Mariánská Týnice (1707–1710)
- ženski cistercijanski samostan v kraju Plasy (rekonstrukcija, 1711–1723)
- samostanska cerkev device Marije Vnebovzete, sv. Wolfganga in svetega Benedikta v  kraju Kladruby v Stříbri (1711)
- samostanska cerkev rojstva device Marije v kraju Želiv (rekonstrukcija, 1714–1720)
- romarska cerkev imena device Marije v kraju Krtiny pri Brnu (1718)
- romarska cerkev svetega Janeza Nepomuka, Zelená Hora v kraju Žďár nad Sázavou (1719–1727, svetovna dediščina)
- grad Karlova Koruna v Chlumcu nad Cidlinou (1721–1723)
- cerkev sv. Vaclava v Zvolu (rekonstrukcija)
- cerkev sv. Petra in Pavla v kraju Horní Bobrová (1714)
- cerkev obiskovanja device Marije v Obyčtovu
- cerkev device Marije Vnebovzete v Netinu
- župnijska cerkev sv. Petra in Pavla v Rajhradi (1721)
- začel je obnavljati grad Zbraslav
- oblikoval in konstruiral je grad Kalec
- obnovil hišo Valkounsky  (št. 211-III) v Pragi, Malá Strana (po 1705)

## Galerija
- Cerkev svetega Janeza Nepomuka, Zelená Hora
- Zelená Hora – tloris
- Cerkev sv. Venčeslava v Zvolu
- Samostanska cerkev device Marije Vnebovzete, sv. Wolfganga in svetega Benedikta v  kraju Kladruby u Stříbri
- Ženski cistercijanski samostan v kraju Plasy
- Notranjost ženskega cistercijanskega samostana v kraju Plasy
- Cerkev Marijinega oznanjenja in cistercijanska župnija v kraju Mariánská Týnice – južni pogled
- Grad Karlova Koruna v Chlumcu nad Cidlinou
- Izvirna risba iz 18. stoletja župnijske cerkve sv. Petra in Pavla v Rajhradu
- Stopnišče v cerkvi Marijinega vnebovzetja in svetega Janeza Krstnika v kraju Sedlec